# Чемпіонат Європи з гірського бігу 2021
Чемпіонат Європи з гірського бігу 2021 мав бути проведений в Сінфайнші.
Змагання первісно мало відбутись 4 липня 2020, проте, з огляду на пандемію коронавірусної хвороби, Європейська легкоатлетична асоціація спочатку ухвалила рішення перенести проведення чемпіонату на 3 липня 2021.
Зрештою, першості у Сінфайнші не довелось відбутись. Наприкінці квітня 2021 було прийнято рішення про її скасування через несприятливу ситуацію з пандемією коронавірусної хвороби.
Турнір мав стати останнім в історії чемпіонатів Європи з гірського бігу. Починаючи з 2022, чемпіони Європи з гірського бігу визначатимуться разом із чемпіонами континенту з трейлового бігу у межах єдиної континентальної першості з позашосейного бігу.